# Szczecin Główny
Szczecin Główny je hlavní nádraží ve Štětíně, nachází se v Západopomořanském vojvodství.

## Historie

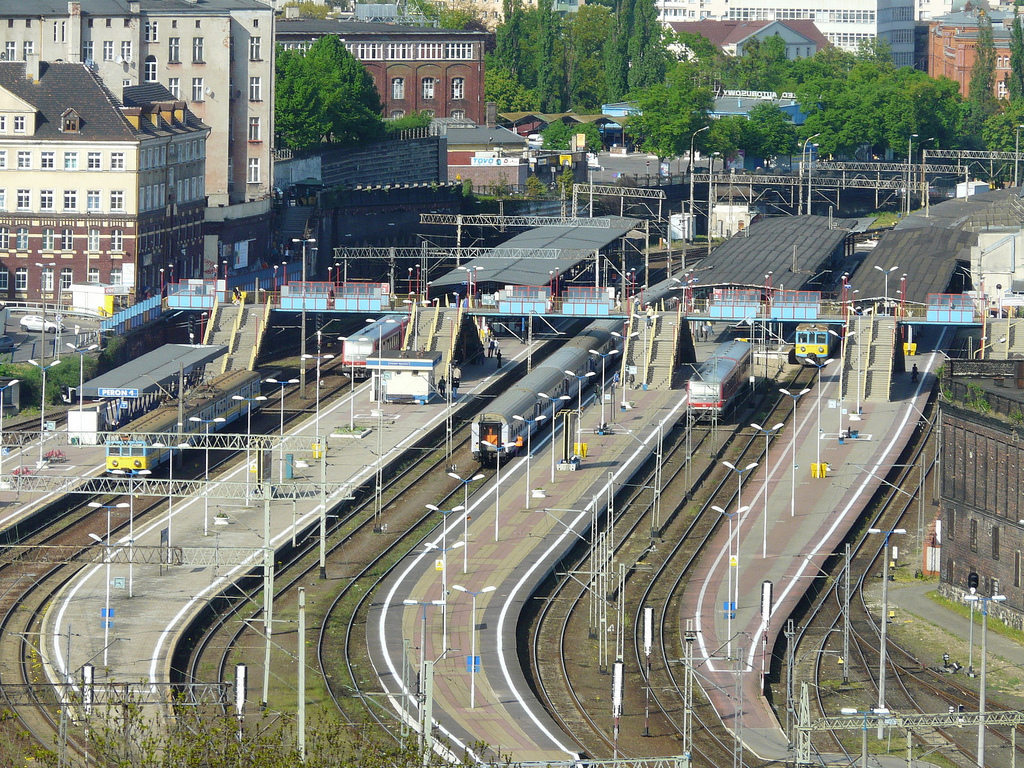
Pohled na dnešní hlavní nádraží

Hlavní nádraží ve Štětíně bylo otevřeno roku 1843. První vlak přijel dne 15. srpna 1843 z Berlína. Tehdy neslo hlavní nádraží název (německy) Berlinerbahnhof, (polsky) Dworzec Berliński a do roku 1945 název (německy) Stettin Hauptbahnhof. Bylo výchozí stanicí železničních tratí v Pomořansku. Železniční trať směřující do Berlína končila ve stanici (německy) Berlin Stettiner Bahnhof, později pojmenované Berlin Nordbahnhof.
V roce 1846 byla vybudována železniční trať spojující města Štětín a Stargard, později v roce 1848 byla tato trať prodloužena do Poznaně. Do roku 1857 procházela přes Štětín trať vedoucí z Berlína do Kaliningradu a to přes Piłu, Bydgoszcz a Tczew.
V roce 1859 byla stanice rozšířena a přeměněna z hlavové stanice na průjezdnou stanici, kdy byla vybudována i železniční stanice (polsky) Szczecin Port Centralny a to ve vzdálenosti 1,4 km od hlavního nádraží. Mimo jiné existuje i dnes. Další rekonstrukce železniční stanice přišla po druhé světové válce. V letech 1975-1980 byl štětínský železniční uzel elektrifikován.
V roce 2007 byla stanice částečně zrekonstruována v souvislosti s finálem regat The Tall Ships' Race Szczecin 2007.

## Železniční doprava
Štětínské hlavní nádraží obsluhují dálkové vnitrostátní, mezinárodní spoje jedoucí do:
| Spoje        | Směr |
| ------------ | --- |
| Vnitrostátní | Bydgoszcz Główna, Białystok, Gdańsk Główny, Koszalin, Katowice, Kraków Główny Osobowy, Lublin, Łódź Kaliska, Poznań Główny, Przemyśl Główny, Rzeszów Główny, Wrocław Główny, Warszawa Centralna |
| Mezinárodní  | Berlin Hauptbahnhof, Lübeck Hauptbahnhof |

## Galerie

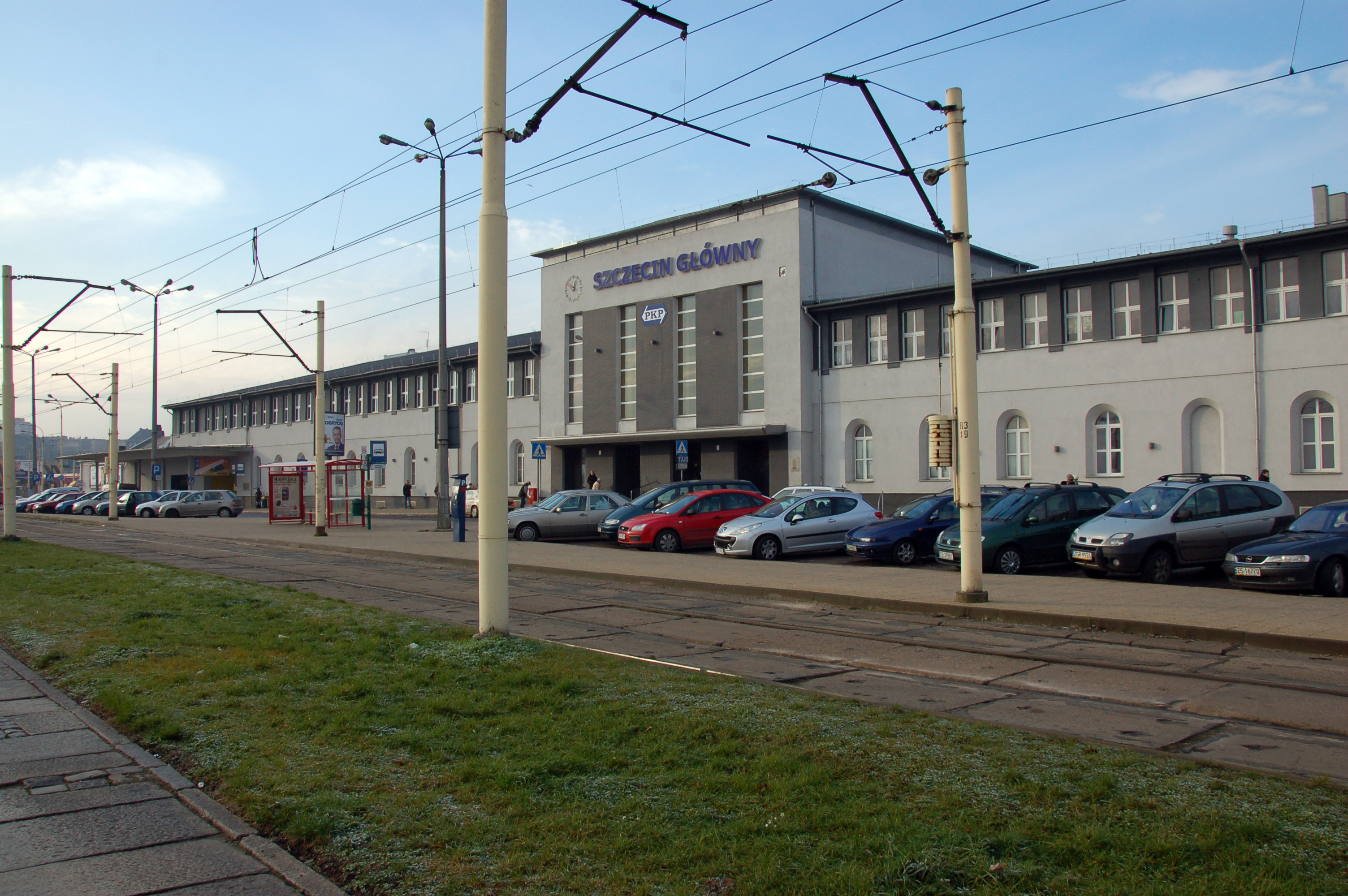
Staniční budova
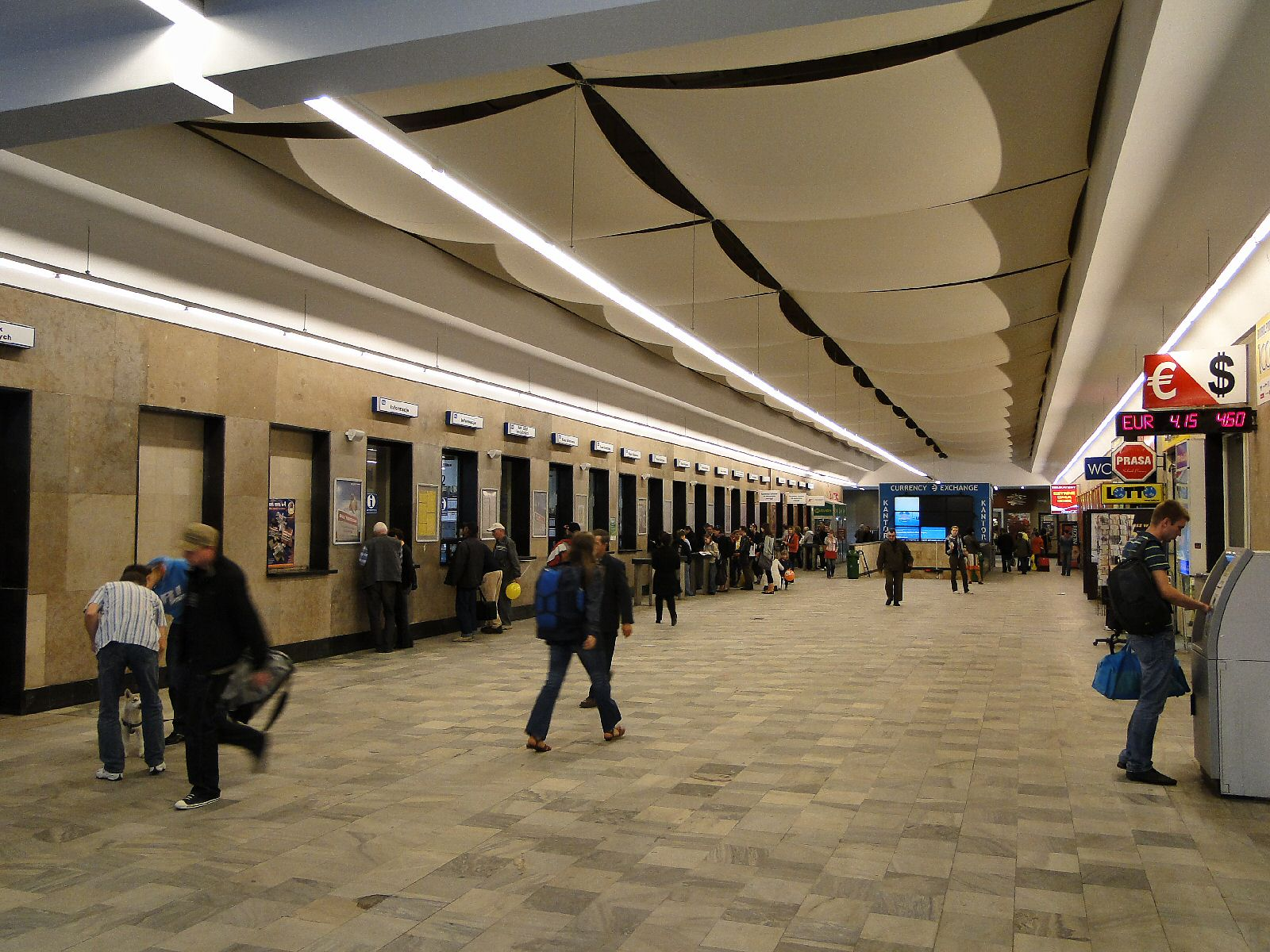
Staniční budova - příjezdová hala
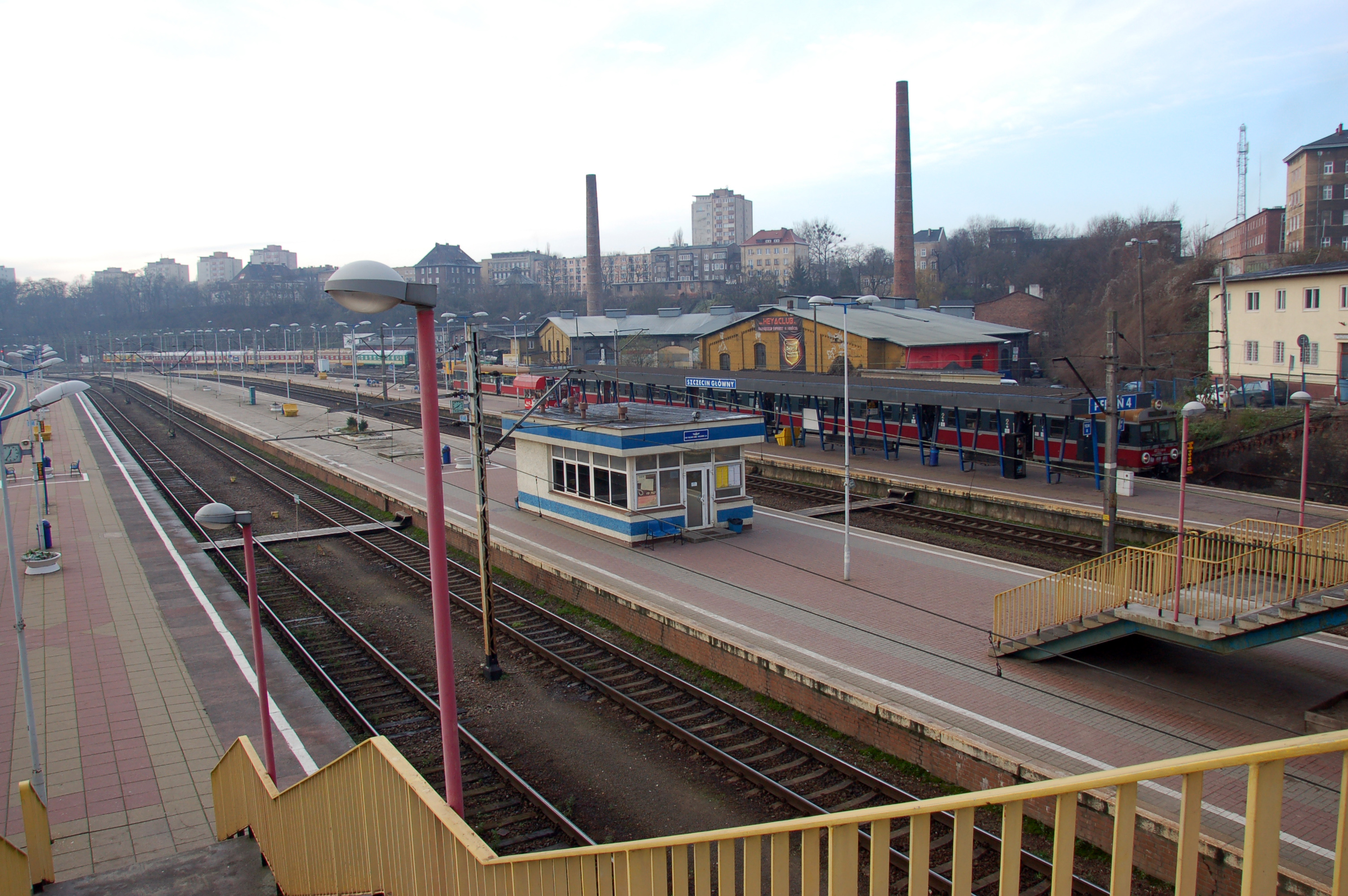
Nástupiště
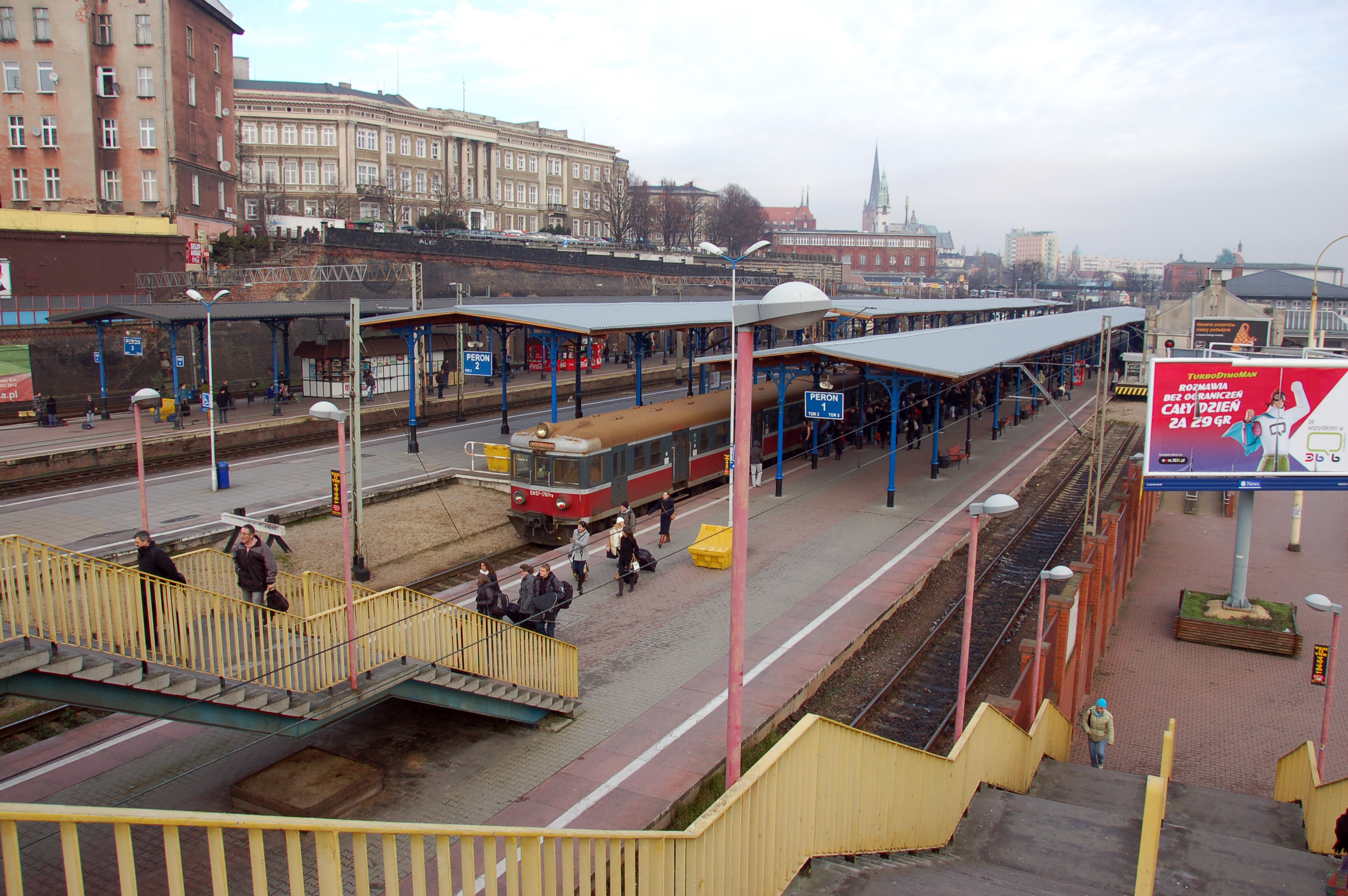
Nástupiště
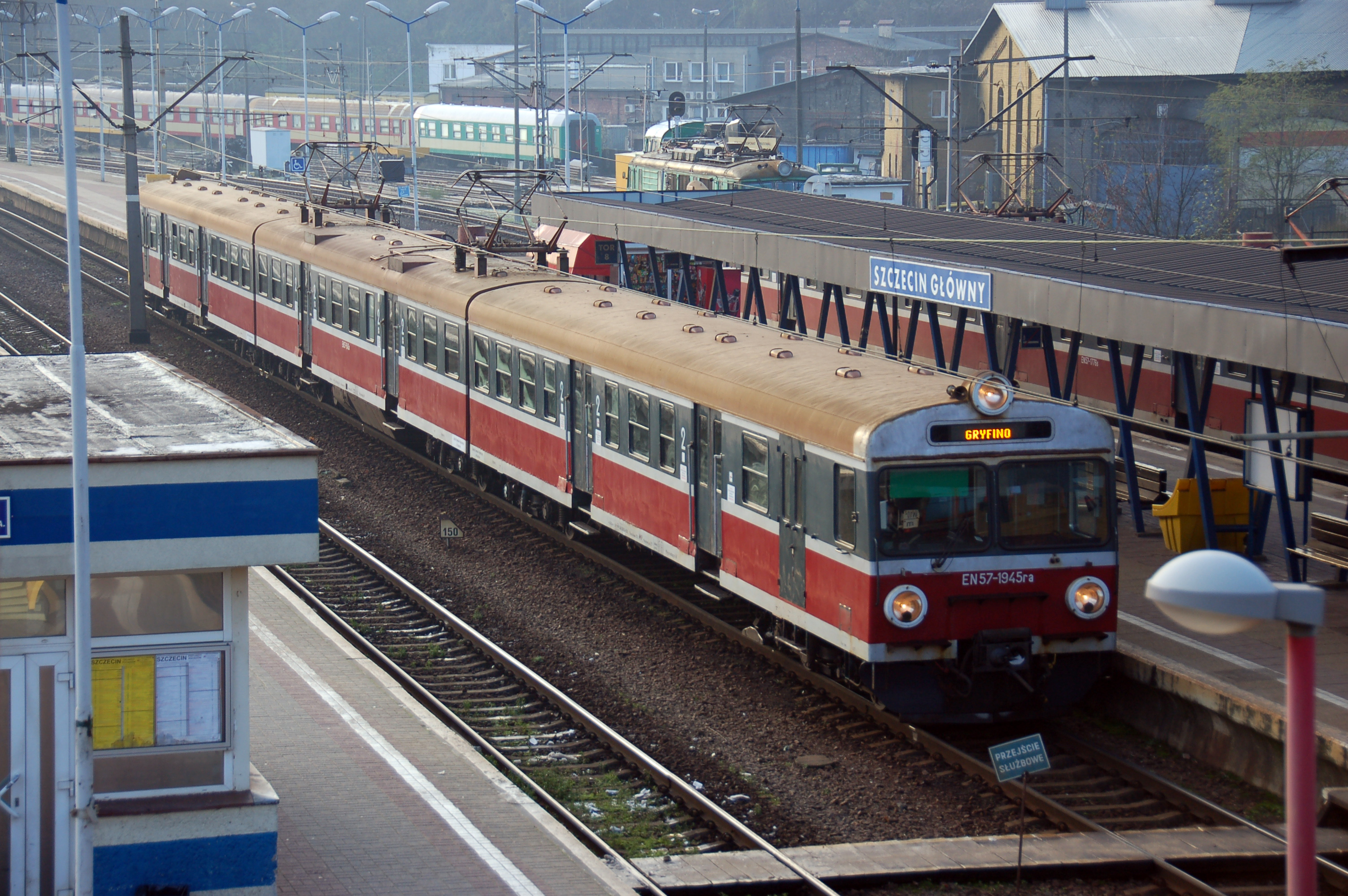
Nástupiště